# Pietro Parenzo
Pour les articles homonymes, voir Parenzo.
Pietro Parenzo, né à Rome à une date inconnue et mort à Orvieto le 20 mai 1199, était un noble romain, podestat de la ville d'Orvieto nommé par le pape Innocent III. Il fut assassiné par les opposants au pouvoir pontifical dénoncés comme hérétiques par l'Église.

## Biographie
On sait peu de choses sur le personnage, sinon que son père Giovanni est attesté comme sénateur de Rome en 1157 et comme juge dans la même ville en 1162 ; sa mère se prénommait Odolina. En février 1199, il est envoyé par le pape pour imposer l'obéissance d'Orvieto, qui se situe dans les États pontificaux. Les partisans de l'indépendance de la ville l'enlèvent et le mettent à mort le 20 mai suivant.
Il est immédiatement présenté par l'Église comme un martyr de la foi, en particulier par Giovanni, chanoine d'Orvieto, futur évêque de la ville à partir de 1211, qui écrit le récit édifiant de sa vie et de son assassinat. 
Un culte local se développa après sa mort, mais sa sainteté ne fut confirmée qu'en 1879 par le pape Léon XIII sur demande de l'évêque d'Orvieto. Sa fête est célébrée le 21 mai.

## Sources
- Antonio Stefano Cartari, Istoria antica latina, e sua traduttione in lingua italiana ; del martirio di S. Pietro di Parenzo, podesta, e rettore della citta d'Oruieto, seguito nell'istessa citta l'anno 1199, Orvieto, Palmiero Giannotti, 1662, accessible en ligne sur le site Internet archive.
- Acta Sanctorum, Mai, V, p. 86-89.
- Vincenzo Natalini, San Pietro Parenzo: la leggenda scritta dal maestro Giovanni canonico di Orvieto, Facultas theologica Pontificii athenaei seminarii romani, Rome, 1936.